# 慶應義塾ワグネル・ソサィエティー・オーケストラ
ワグネル・ソサィエティー・オーケストラ(Wagner Society Orchestra)は、1901年（明治34年）に、慶應義塾の学生によって結成されたオーケストラ。日本で初めて音楽科以外の学生によって結成されたアマチュアオーケストラ団体である。
その名称はリヒャルト・ワーグナーに由来しており、彼の伝統に縛られない自由な発想や先進性、そして新しいものへと挑戦する開拓者精神などの理想が込められている。2021年時点で部員は約165名。
慶應義塾大学入学式で演奏を行う他、毎年夏に横浜市青葉区に位置するフィリアホールより依頼を受け演奏会を行なっている。また、2017年度にゆずのLIVEで演奏、2018年度には日本テレビの大型特番『24時間テレビ』でも久石譲の指揮のもと演奏を行うなど、幅広い演奏実績をもつ。
2021年度より、常任指揮者に川本貢司を迎えている。

## コンサート

### 定期演奏会
サントリーホール、東京芸術劇場、ミューザ川崎シンフォニーホール、横浜みなとみらいホール、すみだトリフォニーホールなど東京近郊のコンサートホールで、年3回開催される。
近年は、川瀬賢太郎、角田鋼亮、出口大地など、注目を集める若手指揮者のほか、寺岡清高、山下一史、藤岡幸夫、小田野宏之、秋山和慶らが客演している。また、過去にはワーグナー演奏の大家である飯守泰次郎をはじめ、西本智実、円光寺雅彦、十束尚宏、吉田裕史、金聖響、高関健、下野竜也、松尾葉子、和田一樹、太田弦らが客演している。

### 演奏旅行
2年おきに国内演奏旅行と国外演奏旅行を交互に行っている。海外演奏旅行は1978年より続いており、ヨーロッパ各国にてコンサートを行っている。演奏旅行は、国内・海外ともにコロナ禍によって途切れていたが、2023年3月、国内演奏旅行が復活。ザ・シンフォニーホールにて大阪公演が行われた。さらに、2024年3月には、6年ぶりとなる海外演奏旅行が実現し、ウィーン楽友協会及びブダペストコングレス・センターでの公演が行われた。。

### その他
定期公演のほかに自主公演としてセクション・パート単位の室内楽演奏会を行っている。
慶應義塾大学入学式における式典演奏のほか、大学関連の依頼演奏を行うことも多い。毎年夏には、横浜市青葉区のフィリアホールで、子ども向け演奏会を行なっている。
2022年には、ピアニスト反田恭平主催のJapan National Orchestraの演奏会に出演した。